# Гліколь стеарат
Гліколь стеарат (моностеарат гліколю або етиленгліколю моностеарат) являє собою органічну сполуку з молекулярною формулою C20H40O3. Це естер стеаринової кислоти та етиленгліколю. Він використовується в якості інгредієнта в багатьох видах особистої гігієни та косметики, включаючи шампуні, кондиціонери для волосся і лосьйонів для шкіри.